# شکست بزرگ بتهوون
شکست بزرگ بتهوون (انگلیسی: Beethoven's Big Break) فیلمی در ژانر کمدی به کارگردانی مایک الیوت است که در سال ۲۰۰۸ منتشر شد.

## بازیگران
- جاناتان سیلورمن
- جنیفر فینیگن
- مویسس آریاس
- ادی گریفن
- رئا پرلمان
- استفانی اسکات
- جوی فاتونه
- استیون توبولوسکی
- اسکار نونز